# Deus vult

Escudo de armas de la Orden del Santo Sepulcro, en el que se puede ver el lema Deus lo vult.

Deus vult (en latín: ‘Dios lo quiere’) o, en latín vulgar, Deus lo vult, es un lema que ha sido utilizado a través de la historia de la cristiandad occidental. La frase aparece en la Vulgata, la traducción de la Biblia al latín. Fue el grito de aclamación popular en el momento de la declaración de la Primera Cruzada por el papa Urbano II en el Concilio de Clermont de 1095. Aparece también en las fuentes de diversas formas, ya sea como Deus vult (latín clásico), Deus lo vult (latín vulgar), Dieu le veut (francés), etc.

## Historia
La frase tiene sus orígenes en la traducción al latín en la Vulgata de la declaración de san Pablo en la primera epístola a Timoteo, 2:3-4: «salutari nostro Deo qui omnes homines vult salvos fieri» («Dios nuestro Salvador, el cual quiere que todos los hombres sean salvos»). Deus vult ha aparecido en los sellos eclesiásticos de obispos de distintas denominaciones cristianas, y en un momento también se encontraba tejido en oro en el palio del papa. El pueblo y los soldados cristianos usaron la frase como grito de guerra después de la declaración de la Primera Cruzada por parte del papa Urbano II en el Concilio de Clermont de 1095, cuando el Imperio bizantino solicitó ayuda para defender Anatolia de la invasión del Imperio selyúcida. Deus lo vult es también el lema que aparece en el escudo de la Orden del Santo Sepulcro de Jerusalén, una orden de caballería católica.
En el 1101 durante el asedio de la ciudad musulmana de Saraqusta por Pedro I de Aragón, cruzados cristianos del Reino de Aragón establecieron un campamento permanente al norte de la ciudad llamado Deus lo vol. Este campamento deformaría su nombre convirtiéndose en el pueblo de Juslibol situado actualmente dentro del municipio de Zaragoza
El almirante Alfred Thayer Mahan, quien pertenecía a la iglesia episcopal en los Estados Unidos, usó la expresión en su argumento de que el «reino de Cristo» es «esencialmente imperial» y que «la cristiandad y la guerra» tienen mucho en común: «¡Deus vult!, digo yo. Fue el grito de los cruzados y de los puritanos, y dudo que un hombre pronuncie alguna vez uno más noble».
En los años 30 del siglo XX, la expresión volvió a ser utilizada como arenga para el combate. Concretamente, fue en agosto de 1936, en una alocución radiofónica desde Salamanca, cuando el propagandista del nacionalcatolicismo Aniceto de Castro Albarrán se refería así a la guerra civil española que entonces comenzaba: «Es una lucha por Dios y por la Patria. (...) Será nuestro grito el grito de los cruzados: ¡Dios lo quiere!».

## Cultura contemporánea

### Uso controvertido
Desde mediados de la década de los 2010, se ha utilizado de manera ocasional en las redes sociales y otros sitios en línea por adherentes al movimiento de la derecha alternativa para expresar una posición hostil y defensiva ante el Islam. Se encuentra entre frases que se han usado para pintar mezquitas como acto de vandalismo, así también como entre las usadas en distintos memes de Internet. Siguiendo a la manifestación Unite the Right acontecida en Charlottesville, Virginia, en la cual se pudo observar a protestantes que llevaban escudos y cascos como si fueran soldados de las Cruzadas, asociaciones de historiadores y medievalistas condenaron los hechos: «Al usar supuestos símbolos medievales o nombres inspirados en terminología medieval, crean una fantasía de una Europa puramente blanca que no tiene ninguna relación con la realidad. Esta fantasía no solo lastima a la gente en el presente, también distorsiona el pasado».

### Influencia en los videojuegos
En Empire Earth, un videojuego de estrategia en tiempo real lanzado en el año 2001 por Stainless Steel Studios, se evidencia no solo por su complejidad táctica, sino también por la incorporación de estos elementos históricos. La frase cobra relevancia en el juego, particularmente cuando es proclamada por el personaje del profeta. Este profeta, encargado de administrar castigos 'divinos' a los rivales, emplea la expresión para añadir un toque histórico pero religioso a sus acciones. Este uso de "Deus Vult" no solo refleja la narrativa del juego, sino que también se conecta con el fenómeno más amplio de referencias históricas en los videojuegos, proporcionando a los jugadores la experiencia inmersiva en diferentes periodos de la historia, aunque se lo puede usar hasta más allá de la era nano, y en la expansión, hasta la era espacial.
Un DLC del videojuego de estrategia Crusader Kings de Paradox Studio se tituló Deus Vult, y la frase también se emplea en sus secuelas Crusader Kings II y III y otra saga de videojuegos de los mismos desarrolladores, Europa Universalis. También se popularizó en la comunidad del videojuego de combate medieval For Honor de Ubisoft.
Deus Vult aparece igualmente en el anime Yōjo Senki y es el título del primer volumen sus novelas.